# Dichanthium foveolatum
Dichanthium foveolatum là một loài thực vật có hoa trong họ Hòa thảo. Loài này được (Delile) Roberty mô tả khoa học đầu tiên năm 1960.